# Volkskommissariat für Ernährung
Das Volkskommissariat für Ernährung der RSFSR (russisch Народный комиссариат продовольствия РСФСР Narodny komissariat prodowolstwija RSFSR; kurz: Наркомпрод; Transkription: Narkomprod; auch: NKPROD, selten Volkskommissariat für Versorgung) war ein staatliches Organ  der RSFSR  und der Sowjetunion.
Mit dem „Dekret über die Bildung des Rates der Volkskommissare“ vom 27. Oktoberjul. / 9. November 1917greg. wurde das Volkskommissariat für Ernährung 1917 gegründet. Im Zusammenhang mit dem Übergang von der Naturalbesteuerung der Landwirtschaft zur Geldbesteuerung 1924 wurde auch das Volkskommissariat für Ernährung 1924 aufgelöst und das Vereinigte Volkskommissariat für Binnenhandel gebildet.
Unmittelbar nach seiner Gründung legte das Volkskommissariat für Ernährung ein staatliches Getreidemonopol fest, das zu einer „Versorgungsdiktatur“ führte, die einen Eckpfeiler des Kriegskommunismus bildete und mit der angespannten Nahrungsmittelversorgung nach den Zerstörungen durch den Ersten Weltkrieg, dem Bürgerkrieg in Russland und dem Chaos nach der Oktoberrevolution begründet wurde. Im Rahmen der Versorgungsdiktatur wurden die Bauern zur Zwangsablieferung von großen Getreidemengen verpflichtet.

## Volkskommissare für Ernährung der RSFSR
- Iwan Teodorowitsch  (1875–1937) (russ. Иван Адольфович Теодорович), 1917–1917
- Alexander Schlichter (1868–1940) (russ. Александр Григорьевич Шлихтер), 1917–1918
- Alexander Zjurupa (1870–1928) (russ. Александр Дмитриевич Цюрупа), 1918–1921
- Nikolai Brjuchanow (1878–1938) (russ. Николай Павлович Брюханов), 1921–1923
- Moissei Kalmanowitsch (1888–1937) (russ. Моисей Иосифович Калманович), 1923–1924

## Narkomprod der Sowjetunion
Das Narkomprod der Sowjetunion (russ. Наркомпрод СССР) war für die gesamte Sowjetunion zuständig, während das Narkomprod der RSFSR nur für die russische Sowjetrepublik zuständig war.
Das Narkomprod der Sowjetunion wurde 1922 gebildet und 1925 wieder aufgelöst. Volkskommissar für Ernährung war von 1923 bis 1924 Nikolai Brjuchanow (russ. Николай Павлович Брюханов) (* 1878; † 1938).